# 모리촌 (시마네현)
모리촌(母里村)은 시마네현 노기군에 설치되었던 촌이다. 현재의 야스기시에 해당한다.